# Lavernoy
Lavernoy település Franciaországban, Haute-Marne megyében. Lakosainak száma 75 fő (2022. január 1.). Lavernoy Celles-en-Bassigny, Rançonnières, Varennes-sur-Amance és Vicq községekkel határos.

## Népesség
A település népességének változása:
| Lakosok száma | 132  | 114  | 101  | 80   | 90   | 80   | 76   | 69   | 71   | 75   |
|               | 1968 | 1982 | 1990 | 2006 | 2013 | 2015 | 2017 | 2019 | 2020 | 2022 |